# Лотар Кройц
Лотар Кройц (нім. Lothar Kreuz; 9 вересня 1888, Берлін — 24 січня 1969, Штутгарт) — німецький ортопед, доктор медичних наук (3 лютого 1921). Генерал-майор медичної служби вермахту (1 серпня 1944), штандартенфюрер СС (1 вересня 1943). Кавалер Лицарського хреста Хреста Воєнних заслуг. 

## Біографія
Навчався в університеті Фрідріха-Вільгельма і університеті Мартіна Лютера.
2 серпня 1914 році поступив в армію військовим лікарем. 3 листопада 1917 року вийшов у відставку в званні лейтенанта медичної служби.
15 грудня 1918 року прийнятий в університетську ортопедичну лікарню Шаріте, з 15 лютого 1919 року — асистент лікаря. З 26 липня 1926 року читав лекції в Шаріте, з 2 квітня 1927 року — старший лікар. З 1930 року — професор Берлінського університету і, одночасно, завідувач ортопедичним відділенням міської лікарні Берліна-Бріца.
В 1933 році вступив в НСДАП (квиток № 2 590 659), 26 квітня 1933 року — в СС (особистий номер 235 693). 30 червня 1934 року Кройц виконував обов'язки судового лікаря під час вбивства керівництва СА.
З 1935 року — професор Кенігсберзького університету Альберта, з 1937 року — професор ортопедії в Берлінському університеті.
З 1938 року — хірург-консультант сухопутних військ, а також санітарного відділення в навчальному штабі СС і наукового штабу головного управління СС. В 1940 році служив у 113-й запасній медичній роті у Берліні-Далемі.
В 1938—1942 роках — декан медичного факультету Берлінського університету.
З 1942 року і до кінця війни — ректор університету Фрідріха-Вільгельма.
В 1944 році призначений радником генерального комісара санітарії і охорони здоров'я Карла Брандта.
З червня 1945 року — під арештом військової адміністрації США, звільнений в 1947 році. В 1948 році реабілітований судом з денацифікації в Штутгарті.
З 1948 року — головний лікар хірургічного відділення і кафедри університетської клініки Тюбінгена. З 1949 року — почесний професор, з 1952 року — директор ортопедичної клініки Тюбінгенського університету Ебергарда Карла. В 1964 році вийшов на пенсію.

## Нагороди
- Залізний хрест 2-го і 1-го класу

- Почесний хрест ветерана війни з мечами
- Хрест Воєнних заслуг 2-го і 1-го класу з мечами
- Хрест Воєнних заслуг 2-го і 1-го класу
- Лицарський хрест Хреста Воєнних заслуг (13 червня 1944)
- Президент Німецької спілки травматологів (1953)
- Командорський хрест ордена «За заслуги перед Федеративною Республікою Німеччина» (1958)
- Почесний професор Тюбінгенського університету (1949)
- Почесний доктор медичних наук Гамбурзького університету (1966)